# Chicago Bears
A Chicago Bears egy profi amerikaifutball-csapat. Székhelye Chicago, Illinois állam. Maga a csapat a Nemzeti Futball-Liga (National Football League (NFL) Nemzeti Futball-Konferenciájában (National Football Conference (NFC) szereplő Északi-Osztály (NFC North) tagja. A csapat jogilag bejegyzett és egyesített neve: Chicago Bears Football Club, Incorporated. A csapat nevének magyar jelentése: Chicagói Medvék.
A medvék megalakulások óta 9 bajnoki címet gyűjtöttek be, amivel ők a rekordtartók az NFL-ben. Ebből 8 NFL bajnoki címet szereztek, (az utolsót 1963-ban, ez azért is fontos, mert a Super Bowl győzteseit 1967 óta tartják számon) és egy Super Bowl győzelmet (1985).
A medvék más rekordokat is jegyeznek. Többek között tőlük került ki a legtöbb Pro Football Hall of Fame is. Szám szerint 27 személyről van szó. Náluk van a legtöbb visszavonultatott mez szám is a ligában, ez szám szerint 13 számot tartalmaz. A végére maradt a csapat kiemelkedő teljesítményét bizonyító alapszakaszban elért győzelmi mutatója. A franchise 700. alapszakaszban elért "rögzített" győzelmét érte el 2010. november 18-án, maga mögé utasítva ezzel a többi NFL Franchise-t.
A klub 1919-ben alakult Illinois állam, Decatur nevű városában, de 1921-ben áttette székhelyét Chicago városába.